# 弗朗西斯科·哈拉
弗朗西斯科·哈拉（西班牙語：Francisco Jara，1941年2月3日—2024年2月2日），墨西哥男子足球运动员，司职前锋。他曾代表墨西哥国家队参加1966年国际足联世界杯，结果队伍止步小组赛阶段。